# Myint Swe
Myint Swe (birmanisch မြင့်ဆွေ; * 24. Mai 1951 in Mandalay; † 7. August 2025 in Naypyidaw) war ein myanmarischer Politiker, der als kommissarischer Präsident von Myanmar sowie als erster Vizepräsident fungierte. Zuvor war er nach dem Rücktritt von Präsident Htin Kyaw von 21. März bis 30. März 2018 bereits kommissarischer Präsident und vom 30. März 2011 bis zum 30. März 2016 Chief Minister der Region Yangon-Region. Am 30. März 2016 wurde er als Vizepräsident von Myanmar vereidigt. Er war ein ethnischer Mon und ehemaliger Militäroffizier in der myanmarischen Armee mit dem Rang eines Generalleutnants. Er galt als entscheidende Figur bei der Niederschlagung pro-demokratischer Proteste in Myanmar 2007.

## Laufbahn
Swe erhielt 1971 seinen Abschluss von der Militärakademie und bekleidete verschiedene Positionen innerhalb der Streitkräfte Myanmars. Er wurde Chef der militärischen Sicherheitsabteilung, nachdem Khin Nyunt 2004 abgesetzt worden war. Er war der erste ethnische Mon, der 2005 in den Rang eines Generalleutnants befördert wurde. Er wurde zum Generalquartiermeister befördert und galt als möglicher Nachfolger von Maung Aye.
Er wurde nach den Wahlen in Myanmar 2010 von Präsident Thein Sein zum Chief Minister der Region Yangon ernannt. 2016 wurde er zum Vizepräsidenten. Am 21. März 2018, nach dem plötzlichen Rücktritt von Htin Kyaw als Präsident von Myanmar, wurde Myint Swe als amtierender Präsident gemäß der Verfassung von Myanmar vereidigt.  Diese sieht auch vor, dass die Versammlung innerhalb von sieben Tagen nach dem Rücktritt von Htin Kyaw einen neuen Präsidenten wählen soll. Er übte dieses Amt für eine Woche aus und wurde danach wieder Vizepräsident.
Myint Swe wurde nach dem Militärputsch in Myanmar 2021 am 1. Februar 2021 zum amtierenden Präsidenten erklärt und übergab die Macht an Min Aung Hlaing, den Oberbefehlshaber der myanmarischen Streitkräfte und De-facto-Machthaber.
Swe starb am 7. August 2025 im Alter von 74 Jahren in einem Militärkrankenhaus in Naypyitaw.